# Renaissance (band)

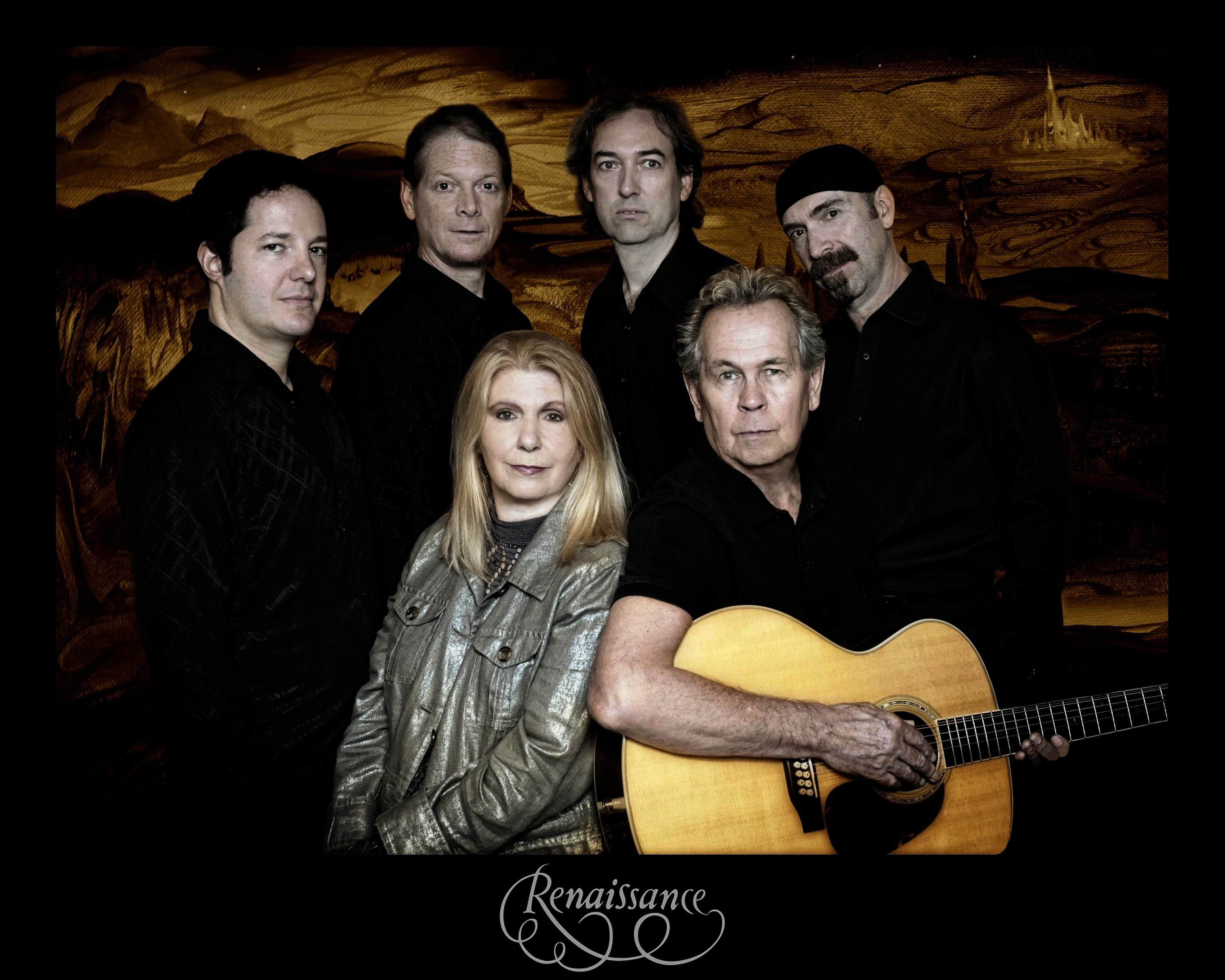
Renaissance in 2012

Renaissance is een Engelse progressieve rockband. De groep werd in 1969 opgericht door Keith Relf en Jim McCarty, beiden ex-Yardbirds.

## Geschiedenis
In verschillende bezettingen werden twee albums opgenomen, echter in de loop van 1970 hadden alle oorspronkelijke leden de band verlaten en waren ze vervangen door nieuwe leden. Michael Dunford werd gevraagd de muziek te schrijven, maar deed aanvankelijk niet mee met de liveoptredens. Later zou hij zich ook bij optredens op het podium begeven met de akoestische gitaar. John Tout nam de piano en overige toetsen voor zijn rekening. In 1971 deed Annie Haslam auditie. Ze reageerde op een advertentie het bekende magazine Melody Maker en werd aangenomen. Als bassist werd Jon Camp aangenomen en op de drums Terence Sullivan. In deze samenstelling zou Renaissance het meest succesvol worden en ruim 10 jaar bestaan. Het eerste album, Prologue, verscheen in 1972. 
In 1973 verscheen het album Ashes Are Burning. Het gelijknamige nummer op dit album werd het bekendste nummer van Renaissance. Ashes are Burning is tevens het laatste album van Renaissance waarop de elektrische gitaar te horen is. Omdat Renaissance zelf niemand had die elektrische gitaar speelde, werd Andy Powell van Wishbone Ash gevraagd het slot van Ashes are Burning te spelen. Tijdens live-uitvoeringen moest Annie Haslam met vocale improvisaties de elektrische gitaar vervangen. Ook de anderen kregen de gelegenheid improvisaties te spelen tijdens live-uitvoeringen van Ashes are Burning. Bekend is de bassolo van Jon Camp tijdens de live-uitvoering van Ashes are Burning uit 1975 die later verscheen op het album Live at Carnegie Hall. Het oorspronkelijke nummer van 11 minuten kon daardoor in tijdsduur oplopen tot ruim een half uur. In de periode tot 1987 maakte Renaissance een aantal albums, waarvan Ashes are Burning, Turn of the Cards en Scheherazade and Other Stories de bekendste zijn. In 1987 viel de groep uiteen, en Annie maakte een aantal soloplaten.

### 1990 en later
In de jaren 1990 vormde zowel Haslam als gitarist Dunford onafhankelijk van elkaar een band met de naam Renaissance, en maakten albums. In 2000 kwam de band bij elkaar voor een reünie-album, Tuscany, gevolgd door een opname van een liveconcert in Tokio, Japan.

### 2010-2012
In 2010 kwamen Annie Haslam en Michael Dunford opnieuw bij elkaar voor een serie concerten in Amerika. John Tout, Terence Sullivan en Jon Camp werden ook uitgenodigd maar konden de uitnodiging niet aannemen. Zij werden vervangen door Amerikaanse musici. In 2011 werd een ep opgenomen. In 2012 volgde opnieuw een serie concerten, waaronder ook een optreden tijdens het progressive rock festival NEAR-fest in Amerika. Ook kondigde Renaissance aan een nieuw album te willen opnemen en verzamelden daarvoor de benodigde financiële middelen via crowdfunding.
Haslam, Dunford en Peter Gosling werkten in 1981/1982 onder de naam Nevada.

### Overlijden Michael Dunford
In november 2012 begon Renaissance weer aan een serie concerten in Amerika. Bij de terugkeer naar Engeland overleed Michael Dunford onverwachts aan een hersenbloeding.

### Europese Tour
In het voorjaar van 2015 kwam Renaissance voor een tour naar Europa. Op vrijdag 10 april 2015 werd een concert gegeven in Cultuurpodium Boerderij in Zoetermeer. Het was 42 jaar geleden dat Renaissance een concert in Nederland had gegeven. Tijdens dit concert bestond Renaissance uit Annie Haslam (zang), Rave Tesar (toetsen), Tom Brislin (toetsen), Leo Traverso (bas), Frank Pagano (slagwerk) en Mark Lambert (gitaar).

### Amerikaanse tournee
In 2017 ondernam Renaissance opnieuw een toer, dit keer in de Verenigde Staten. De band was daarbij opnieuw aangepast. Opnamen van een van de concerten werd uitgegeven onder de titel A symphonic journey.

## Bezetting
Eerste samenstelling (veel wisselingen)
- Paul Samwell-Smith
- Keith Relf (zang, gitaar, mondharmonica)
- Jim McCarty (drums/percussie, zang)
- Louis Cennamo (bas)
- John Hawken (piano, klavecimbel)
- Jane Relf (zang)
- Rob Hendry (elektrische gitaar)

Tweede samenstelling (stabiele tijd)
- Annie Haslam (zang)
- Michael Dunford (akoestische gitaar)
- John Tout (piano)
- Jon Camp (bas)
- Terence Sullivan (drums)

## Overzicht
(Opm.: De volgende lijst bevat ook tijdelijke vervangingen en eenmalige bijdragen.)
| Jaar                              | Vrouwelijke zang | Mannelijke zang | Gitaar          | Toetsen                      | Bas              | Slagwerk           |
| --------------------------------- | ---------------- | --------------- | --------------- | ---------------------------- | ---------------- | ------------------ |
| 1969–1970                         | Jane Relf        | Keith Relf      | Keith Relf      | John Hawken                  | Louis Cennamo    | Jim McCarty        |
| Zomer 1970                        | Jane Relf        | Terry Crowe     | Michael Dunford | John Hawken                  | Neil Korner      | Terry Slade        |
| Herfst 1970                       | Binky Cullom     | Terry Crowe     | Michael Dunford | John Tout                    | Neil Korner      | Terry Slade        |
| Januari 1971                      | Annie Haslam     | Terry Crowe     | Michael Dunford | John Tout                    | Neil Korner      | Terry Slade        |
| 1971                              | Annie Haslam     | Terry Crowe     | Michael Dunford | John Tout                    | Danny McCulloch  | Terry Slade        |
| 1971                              | Annie Haslam     | Terry Crowe     | Michael Dunford | John Tout                    | Frank Farrell    | Terry Slade        |
| Juni 1971                         | Annie Haslam     | Terry Crowe     | Michael Dunford | John Tout                    | John Wetton      | Terry Slade        |
| 1972                              | Annie Haslam     | Jon Camp        | Mick Parsons    | John Tout                    | Jon Camp         | Terence Sullivan   |
| 1972                              | Annie Haslam     | Jon Camp        | Rob Hendry      | John Tout                    | Jon Camp         | Terence Sullivan   |
| 1973                              | Annie Haslam     | Jon Camp        | Peter Finberg   | John Tout                    | Jon Camp         | Terence Sullivan   |
| 1973–1979 bekendste samenstelling | Annie Haslam     | Jon Camp        | Michael Dunford | John Tout                    | Jon Camp         | Terence Sullivan   |
| 1981                              | Annie Haslam     | Jon Camp        | Michael Dunford | Peter Gosling                | Jon Camp         | Peter Baron        |
| 1983                              | Annie Haslam     | Jon Camp        | Michael Dunford | Mick Taylor                  | Jon Camp         | Gavin Harrison     |
| 1984                              | Annie Haslam     | Jon Camp        | Michael Dunford | Raphael Rudd                 | Jon Camp         | Greg Carter        |
| 1985                              | Annie Haslam     | —               | Michael Dunford | Raphael Rudd                 | Mark Lampariello | Charles Descarfino |
| 1998                              | Annie Haslam     | —               | Michael Dunford | John Tout                    | Roy Wood         | Terence Sullivan   |
| 1998                              | Annie Haslam     | —               | Michael Dunford | Mickey Simmonds              | Alex Caird       | Terence Sullivan   |
| 2001                              | Annie Haslam     | —               | Michael Dunford | Mickey Simmonds & Rave Tesar | David J. Keyes   | Terence Sullivan   |
| 2009                              | Annie Haslam     | —               | Michael Dunford | Rave Tesar & Tom Brislin     | David J. Keyes   | Frank Pagano       |
| 2011                              | Annie Haslam     | —               | Michael Dunford | Rave Tesar & Jason Hart      | David J. Keyes   | Frank Pagano       |
| 2013                              | Annie Haslam     | —               | Ryche Glanda    | Rave Tesar & Jason Hart      | David J. Keyes   | Frank Pagano       |
| 2015                              | Annie Haslam     | —               | Mark Lambert    | Rave Tesar & Tom Brislin     | Leo Traversa     | Frank Pagano       |
| 2016                              | Annie Haslam     | —               | Mark Lambert    | Rave Tesar & Geoffrey Langly | Leo Traversa     | Frank Pagano       |
| 2018                              | Annie Haslam     | —               | Mark Lambert    | Rave Tesar & Geoffrey Langly | Leo Traversa     | Charles Descarfino |
| 2019                              | Annie Haslam     | —               | Mark Lambert    | Rave Tesar & Geoffrey Langly | John Arto        | Frank Pagano       |

## Discografie
- Renaissance (1969)
- Illusion (1971)
- Prologue (1972)
- Ashes Are Burning (1973)
- Turn of the Cards (1974)
- Scheherazade and Other Stories (1975)
- Live at Carnegie Hall (1976)
- Novella (1977)
- Renaissance Live at the Royal Albert Hall (1977/1997)
- A Song for All Seasons (1978) met grootste en enige hit Northern Lights
- In the Beginning (1978)
- Azure d'Or (1979)
- Camera Camera (1981)
- Time-Line (1983)
- Tales of 1001 Nights (Parts 1 and 2) (1990) (compilatie)
- The Other Woman (1994) (Michael Dunford's Renaissance)
- Blessing in Disguise (1994) (Annie Haslam's Renaissance)
- Da Capo (1995)
- Songs from Renaissance Days (1997) (compilatie)
- Ocean Gypsy (1997) (Michael Dunford's Renaissance)
- BBC Sessions (1999)
- Day of the Dreamer (2000)
- Renaissance Unplugged Live at the Academy of Music (2000)
- Tuscany (2000)
- Live & Direct (2002)
- In the Land of the Rising Sun - Live in Tokyo (2002)
- Dreams and Omens (2009)
- The Mystic and The Muse ep (2010)
- Grandine il Vento (2012)
- Renaissance DeLane Lea Studios 1973 (2015)
- A symphonic journey (2018)